# کیت کرنشپشت
کیت کرنشپشت (به آلمانی: Keith kernspecht) از استادان هنر رزمی وینگ‌چون و رئیس و بنیان‌گذار سازمان اروپایی وینگ چون است. این سازمان تنها در ۳ کشور آلمان، سوئیس و اتریش ۱۵۰۰ باشگاه را اداره می‌کند.

## زندگی
او در طول دوران تحصیلش به شدت در مورد هنرهای دفاع شخصی آسیایی (که در آن زمان در آلمان نادر بود) به مطالعه می‌پرداخت و بعدها با فراگیری مترجمی وارد پلیس آلمان شد و پس از کسب عنوان سرمربی وینگ چون اروپا به تحصیلاتش ادامه داد تا اینکه به مقام استادی در دانشگاه رسید.
در اواخر دههٔ ۱۹۵۰ شروع به مطالعه و تمرین هنرهای رزمی شرقی و غربی کرد. این هنرهای رزمی شامل کشتی آزاد، کشتی حرفه‌ای، جوجیتسو، جودو (دان ۲)، کمپو (دان ۲) و شائولین کونگ‌فو بود. او سپس در سبک‌های شوتوکان و وادوریو (دان ۳) در کاراته، کوبودو، تکواندو، آیکیدو و اسکریما را نیز تمرین کرد.
او بعدها وینگ‌چون را از لیانگ تینگ آموخت و در سال ۱۹۷۵ برای اولین بار لیانگ تینگ را به آلمان دعوت کرد و سازمان اروپایی وینگ‌چون را تأسیس کرد.
فوت
اور در تاریخ 26نوامبر 2024 درسن 79 سالگی در المان درگذشت 